# Lista tomów serii Harigane Service
Ten artykuł zawiera listę tomów serii Harigane Service (jap. ハリガネサービス Harigane Sābisu) autorstwa Tatsuyi Ary, publikowanej od 2014 roku na łamach magazynu „Shukan Shōnen Champion” wydawnictwa Akita Shoten.
Pierwszy rozdział mangi został opublikowany 29 maja 2014, natomiast ostatni – 11 października 2018. Razem opublikowano 212 rozdziałów, które zostały zebrane do 24 tankōbonów, który pierwszy z nich ukazał się w sprzedaży 8 września 2014, zaś ostatni – 8 stycznia 2019. 
Kontynuacja serii, pod tytułem Harigane Service ACE (jap. ハリガネサービスACE Harigane Sābisu ACE) zadebiutowała w magazynie „Shukan Shōnen Champion” 8 listopada 2018, zaś pierwszy skompilowany tankōbon został wydany 8 kwietnia 2019. 10 lutego 2020 podano do wiadomości, że publikacja serii została tymczasowo zawieszona w związku z kontuzją ręki autora. Wznowienie publikacji miejsce nastąpiło 16 kwietnia, wraz z wydaniem numeru 20/2020.
6 sierpnia 2021 na łamach magazynu „Gekkan Shōnen Champion” ukazał się pierwszy rozdział spin-offu mangi pod tytułem Harigane Service Gaiden: Hydra Break (jap. ハリガネサービス外伝ヒュドラブレイク Harigane Sābisu Gaiden: Hyudora Bureiku), natomiast pierwszy tom został wydany 7 stycznia 2022. 

## Harigane Service
| 1 | 8 września 2014     | ISBN 978-4-253-22436-9 |
| Lista rozdziałów - 001. Erabarenakatta otoko-tachi (jap. 選ばれなかった男たち) - 002. Waruagaki (jap. 悪あがき) - 003. Asaren kaishi (jap. 朝練開始) - 004. Kyōbō-sha (jap. 共謀者) - 005. Kōkō Level (jap. 高校レベル Kōkō reberu) - 006. Kase (jap. 枷)                                                                                          |                     |                        |
| 2 | 8 grudnia 2014      | ISBN 978-4-253-22437-6 |
| Lista rozdziałów - 007. Nice pass (jap. ナイスパス Naisupasu) - 008. Yaritakunai (jap. やりたくねい) - 009. Bu otoko (jap. ブ男) - 010. LET IT GO - 011. Shin'yō nashi? (jap. 信用なし?) - 012. Teppen (jap. てっぺん) - 013. Shūrai (jap. 襲来) - 014. Bakuro (jap. 暴露) - 015. What!! (jap. ホワタッ!! Howata~tsu!!)                            |                     |                        |
| 3 | 6 lutego 2015       | ISBN 978-4-253-22438-3 |
| Lista rozdziałów - 016. Kyokugei-shi (jap. 曲芸氏) - 017. Mokugeki-sha (jap. 目撃者) - 018. Dohyō (jap. 土俵) - 019. Nengan (jap. 念願) - 020. Chikuseki to enzan (jap. 蓄積と演算) - 021. Court no shuyaku (jap. コートの主役 Kōto no shuyaku) - 022. Kyogei (jap. 巨鯨) - 023. Circus (jap. サーカス Sākasu) - 024. Keyman (jap. キーマン Kīman) |                     |                        |
| 4 | 8 kwietnia 2015     | ISBN 978-4-253-22439-0 |
| Lista rozdziałów - 025. Harigane Service (jap. ハリガネサービス Harigane Sābisu) - 026. Ihen (jap. 異変) - 027. naked - 028. Maku (jap. 幕) - 029. Saimi! (jap. 再見!) - 030. Hane (jap. 羽) - 031. Kyūdan (jap. 糾弾) - 032. STAND BY - 033. Sekinen (jap. 積年)                                                                                  |                     |                        |
| 5 | 8 czerwca 2015      | ISBN 978-4-253-22440-6 |
| Lista rozdziałów - 034. Tenkō? (jap. 転向?) - 035. Katsuro (jap. 活路) - 036. Kakugo (jap. 覚悟) - 037. Seika (jap. 成果) - 038. Dōke (jap. 道化) - 039. Chīsana kyōji (jap. 小さな矜持) - 040. Kansha (jap. 感謝) - 041. Egao (jap. 笑顔) - 042. 8-gatsu (jap. 8月)                                                                               |                     |                        |
| 6 | 8 września 2015     | ISBN 978-4-253-22441-3 |
| Lista rozdziałów - 043. Kaisen (jap. 開戦) - 044. Punch (jap. パンチ Panchi) - 045. Oboro (jap. 朧) - 046. Katari-ya (jap. 騙り屋) - 047. Outlaws (jap. アウトロウズ Autorouzu) - 048. Knuckle Service (jap. ナックルサービス Nakku Sābisu) - 049. New Beads (jap. ニュービーズ Nyūbīzu) - 050. Tsukurareta kinkō (jap. 作られた均衡)              |                     |                        |
| 7 | 6 listopada 2015    | ISBN 978-4-253-22442-0 |
| Lista rozdziałów - 051. continue? - 052. Mahōtsukai no deshi (jap. 魔法使いの弟子) - 053. Hisshō oji-san (jap. 必勝おじさん) - 054. Rebellion (jap. リベリオン Riberion) - 055. Brake (jap. ブレイク Bureiku) - 056. Akari (jap. 灯) - 057. Kage (jap. 影) - 058. Kaneda tai oboro (jap. カネダ対オボロ) - 059. Chikai (jap. 誓い)                 |                     |                        |
| 8 | 8 stycznia 2016     | ISBN 978-4-253-22443-7 |
| Lista rozdziałów - 060. Senpai (jap. 先輩) - 061. Ace (jap. エース Ēsu) - 062. Nandodemo (jap. 何度でも) - 063. Monster (jap. モンスター Monsutā) - 064. Hōjū (jap. 放銃) - 065. Sansha mendan (jap. 三者面談) - 066. 2 - 067. Koe (jap. 声) - 068. Itansha dachi (jap. 異端者たち)                                                                |                     |                        |
| 9 | 8 marca 2016        | ISBN 978-4-253-22444-4 |
| Lista rozdziałów - 069. Ame (jap. 雨) - 070. Sensei (jap. 先生) - 071. Okā-san (jap. お母さん) - 072. GET BACK - 073. Mōtsui (jap. 猛追) - 074. fever - 075. a little - 076. Walk?rally - 077. Shikai (jap. 視界) |                     |                        |
| 10 | 8 czerwca 2016      | ISBN 978-4-253-22445-1 |
| Lista rozdziałów - 078. Mae e (jap. 前へ) - 079. Bird strike - 080. Gōketsu (jap. 豪傑) - 081. Habiki (jap. 間引き) - 082. Toyose Kōkō no ichiban nagai hi (jap. 豊瀬高校の一番長い日) - 083. All For 1 - 084. Hankōsha (jap. 反抗者) - 085. following - 086. Kohyō (jap. 小兵)                                                                    |                     |                        |
| 11 | 8 sierpnia 2016     | ISBN 978-4-253-22449-9 |
| Lista rozdziałów - 087. Cat fight - 088. Kyō (jap. 興) - 089. Kōsen (jap. 抗戦) - 090. Motto (jap. もっと) - 091. Ichi-byō no saki e (jap. 一秒の先へ) - 092. Honrō (jap. 翻弄) - 093. Ihen (jap. 異変) - 094. Against - 095. Fuza kenna (jap. フザけんな)                                                                                         |                     |                        |
| 12 | 7 października 2016 | ISBN 978-4-253-22450-5 |
| Lista rozdziałów - 096. 8 - 097. Saitekika (jap. 最適化) - 098. Bōkensha-tachi (jap. 冒険者たち) - 099. Kikan (jap. 帰還) - 100. Bōken (jap. 冒険) - 101. Miru (jap. 視る) - 102. past - 103. Fukutsu (jap. 不屈) - 104. Ketsubutsu to bonbu (jap. 傑物と凡夫)                                                                                     |                     |                        |
| 13 | 8 grudnia 2016      | ISBN 978-4-253-22451-2 |
| Lista rozdziałów - 105. Taiikukan ichi no baka (jap. 体育館一の馬鹿) - 106. advance - 107. Kago (jap. 籠) - 108. BAD COMPANY - 109. Tomo no tame (jap. 友のため) - 110. STAND BY ME - 111. Ō no kikan (jap. 王の帰還) - 112. Kumitori (jap. 汲み取り) - 113. Kodomo no sekai (jap. 子供の世界)                                                     |                     |                        |
| 14 | 8 lutego 2017       | ISBN 978-4-253-22452-9 |
| Lista rozdziałów - 114. Jigi (jap. 児戯) - 115. vision - 116. Idomu (jap. 挑む) - 117. Kansha to (jap. 感謝と) - 118. Kadode (jap. 門出) - 119. Meshi ni shiyou (jap. メシにしよう) - 120. Ōiri (jap. 大入り) - 121. Kaettekita kyokugei-shi (jap. 帰ってきた曲芸師) - 122. Tōshin (jap. 投身)                                                     |                     |                        |
| 15 | 8 maja 2017         | ISBN 978-4-253-22453-6 |
| Lista rozdziałów - 123. Jintai Jikken (jap. 人体実験) - 124. Taikū geigeki (jap. 対空迎撃) - 125. Yūgu (jap. 遊具) - 126. Tricolor (jap. トリコロール Torikoōru) - 127. Kanjuku (jap. 慣熟) - 128. Yume (jap. 夢) - 129. Nakayoshi no ie (jap. なかよしの家) - 130. Hoshōnin (jap. 保証人) - 131. Saraba tsuwamono yo (jap. さらば強者よ)          |                     |                        |
| 16 | 7 lipca 2017        | ISBN 978-4-253-22454-3 |
| Lista rozdziałów - 132. TV STAR - 133. Omatsuri (jap. お祭り) - 134. NEW CHALLENGER - 135. Oginau (jap. 補う) - 136. Gō jūgun (jap. 合従軍) - 137. Cloud coaching (jap. クラウドコーチング Kurando kōching) - 138. Yoridori (jap. 選り取り) - 139. Naitsū-sha (jap. 内通者) - 140. Mu (jap. 無)                                                    |                     |                        |
| 17 | 7 września 2017     | ISBN 978-4-253-22455-0 |
| Lista rozdziałów - 141. Tōjō genjin (jap. 桐城原人) - 142. Jogen (jap. 助言) - 143. Ō no michi (jap. 王の道) - 144. Mise mono goya (jap. 見せ物小屋) - 145. Who - 146. Two mansell (jap. ツーマンセル Tsūmanseru) - 147. Karisome no (jap. かりそめの) - 148. Geki (jap. 激) - 149. try&try&error                                                  |                     |                        |
| 18 | 8 listopada 2017    | ISBN 978-4-253-22458-1 |
| Lista rozdziałów - 150. Jihyō (jap. 辞表) - 151. Suriawase (jap. 擦り合わせ) - 152. Kaikoroku (jap. 回顧録) - 153. Ihō-hito (jap. 異邦人) - 154. Dōkei (jap. 憧憬) - 155. Ichiba (jap. 市場) - 156. Ogyaku-san (jap. お客さん) - 157. Cinderella (jap. シンデレラ Shinderera) - 158. You are my sunshine                                           |                     |                        |
| 19 | 8 lutego 2018       | ISBN 978-4-253-22459-8 |
| Lista rozdziałów - 159. Hariko (jap. 張り子) - 160. Hakkaku (jap. 発覚) - 161. Rōjo nite (jap. 路上にて) - 162. Hello， good by - 163. Kassenba e (jap. 合戦場へ) - 164. First order (jap. ファーストオーダー Fāsuto ōdā) - 165. Seika (jap. 成果) - 166. Shūjuku (jap. 習熟) - 167. Akkan (jap. 悪漢)                                             |                     |                        |
| 20 | 6 kwietnia 2018     | ISBN 978-4-253-22460-4 |
| Lista rozdziałów - 168. stay foolish - 169. Oburadioburada (jap. オブラディオブラダ) - 170. Akueikyō (jap. 悪影響) - 171. Regent (jap. リーゼント Rīzento) - 172. Kantetsu (jap. 貫徹) - 173. Zange (jap. 懺悔) - 174. Sanshoku (jap. 蚕食) - 175. Kyoku-sotsu (jap. 極卒) - 176. Rollback (jap. ロールバック Rōrubakku)                           |                     |                        |
| 21 | 6 lipca 2018        | ISBN 978-4-253-22461-1 |
| Lista rozdziałów - 177. Kendo chōrai (jap. 捲土重来) - 178. Zankyō (jap. 残響) - 179. yell - 180. Yotarō (jap. 与太郎) - 181. Ω - 182. Standard (jap. スタンダード Sutandādo) - 183. Response (jap. リスポーン Risupōn) - 184. noise - 185. No no (jap. のの)                                                                                      |                     |                        |
| 22 | 7 września 2018     | ISBN 978-4-253-22462-8 |
| Lista rozdziałów - 186. Utility (jap. ユーティリティ Yūtiriti) - 187. Nenchaku-shitsu (jap. 粘着質) - 188. Ki (jap. 木) - 189. Dōki-chū (jap. 同期中) - 190. Hatsuga (jap. 発芽) - 191. Idomu (jap. 挑む) - 192. Kage okuri (jap. かげおくり) - 193. Kaiju (jap. 解呪) - 194. Fly High                                                             |                     |                        |
| 23 | 7 listopada 2018    | ISBN 978-4-253-22463-5 |
| Lista rozdziałów - 195. Sekkeishi (jap. 設計士) - 196. Kimi ni sasagu (jap. 君に捧ぐ) - 197. Hōfukusha (jap. 報復者) - 198. Ingaōhō (jap. 因果応報) - 199. Hanki (jap. 反旗) - 200. Scape goat (jap. スケープゴート Sukēpugōto) - 201. Shi satoru (jap. 死覚) - 202. Seriai (jap. 競り合い) - 203. Shimo e~ (jap. しもへー)                        |                     |                        |
| 24 | 8 stycznia 2019     | ISBN 978-4-253-22464-2 |
| Lista rozdziałów - 204. innocent - 205. Horus (jap. ホルス Horusu) - 206. Futaiten (jap. 不退転) - 207. yes - 208. Mitsuketari (jap. 見つけたり) - 209. Shūmatsu (jap. 終末) - 210. The Long and Winding Road - 211. Kōfuku-ron (jap. 幸福論) - 212. Natsu (jap. 夏)                                                                               |                     |                        |

## Harigane Service ACE
| 1 | 8 kwietnia 2019     | ISBN 978-4-253-22465-9 |
| Lista rozdziałów - 001. Shōnen wa mada unmei o shiranai (jap. 少年はまだ運命を知らない) - 002. Shimodaira tai Kaneda (jap. 下平 対 金田) - 003. Shiro to kuro (jap. 白と黒) - 004. Ō otoko (jap. 大男) - 005. You say good bye， I say hello. - 006. Ōgata shinjin (jap. 大型新人) - 007. Kaidashi (jap. 買い出し) |                     |                        |
| 2 | 7 czerwca 2019      | ISBN 978-4-253-22466-6 |
| Lista rozdziałów - 008. Sōzarai (jap. 総ざらい) - 009. Shireitō (jap. 司令塔) - 010. Ripper (jap. リッパー Rippā) - 011. Sekinin-ron (jap. 責任論) - 012. Haku (jap. 拍) - 013. Kokuhaku (jap. 告白) - 014. Kaimaku (jap. 開幕) - 015. Interhigh kaimaku!! (jap. インターハイ開幕!! Intāhai kaimaku!!) - 016. Thaiman to taiman (jap. タイマンと怠慢)                                                                           |                     |                        |
| 3 | 8 sierpnia 2019     | ISBN 978-4-253-22467-3 |
| Lista rozdziałów - 017. Service Ace - 018. Uijin (jap. 初陣) - 019. Fuyō-ron (jap. 不要論) - 020. I need you - 021. peeping - 022. Oinari-sama (jap. お稲荷様) - 023. Chikai (jap. 誓い) - 024. Hard days night - 025. Modern times (jap. モダンタイムス Motan taimusu) |                     |                        |
| 4 | 8 października 2019 | ISBN 978-4-253-22468-0 |
| Lista rozdziałów - 026. Kikai bunmei ga semete kuru zo!! (jap. 機械文明が攻めてくるぞ!!) - 027. Chess no yō ni (jap. チェスのように Chesu no yō ni) - 028. Advance - 029. Yubizomou (jap. 指相撲) - 030. Tensaku (jap. 添削) - 031. Yō to shite (jap. 杳として) - 032. 6th MAN - 033. Gyakuryū (jap. 逆流) - 034. bridge |                     |                        |
| 5 | 8 stycznia 2020     | ISBN 978-4-253-22469-7 |
| Lista rozdziałów - 035. Hachiawase (jap. 鉢合わせ) - 036. Koi no kara sawagi (jap. 恋のから騒ぎ) - 037. Amiru ōji to kōri no himegimi (jap. アミル王子と氷の姫君) - 038. Uta geki (jap. 歌激) - 039. Madan no shashu (jap. 魔弾の射手) - 040. Shuyaku (jap. 主役) - 041. Notre Dame no kemushi otoko (jap. ノートルダムの毛虫男 Nōtorudamu no kemushi otoko) - 042. Jakyō taiji (jap. 邪教退治) - 043. Engeki-ron (jap. 演劇論) |                     |                        |
| 6 | 6 marca 2020        | ISBN 978-4-253-22470-3 |
| Lista rozdziałów - 044. Koku nan (jap. 国難) - 045. Overflow (jap. オーバーフロー Ōbāfurō) - 046. Dai san maku (jap. 第三まく) - 047. Dōkeshi no taikutsu (jap. 道化師の退屈) - 048. Saiteihen no shōnen (jap. 最底辺の少年) - 049. Fukuhei (jap. 伏兵) - 050. Gitai (jap. 擬態) - 051. Kuntō (jap. 薫陶) - 052. Negotiator (jap. ネゴシエーター Negoshiētā)                                                                    |                     |                        |
| 7 | 8 czerwca 2020      | ISBN 978-4-253-22642-4 |
| Lista rozdziałów - 053. Jissen (jap. 実践) - 054. Yoake mae (jap. 夜明け前) - 055. The show must go on - 056. Katsu (jap. 喝) - 057. SERVICE ACE - 058. Hero - 059. Chōdan (jap. 跳弾) - 060. Bakugeki (jap. 爆撃) - 061. Eiyū-tan (jap. 英雄譚) |                     |                        |
| 8 | 8 września 2020     | ISBN 978-4-253-22643-1 |
| Lista rozdziałów - 062. Eiyū-tan 2 (jap. 英雄譚2) - 063. coach - 064. Nigate ishiki (jap. 苦手意識) - 065. Mi no hodoshirazu (jap. 身の程知らず) - 066. Curtain call (jap. カーテンコール Kāten kōru) - 067. Bus time (jap. バスタイム Basu taimu) - 068. 3-kame (jap. ３日目) - 069. Tēgē (jap. てーげー) - 070. Mislead (jap. ミスリード Misurīdo)                                                                            |                     |                        |
| 9 | 6 listopada 2020    | ISBN 978-4-253-22644-8 |
| Lista rozdziałów - 071. Ōbune kūten (jap. 大船空転) - 072. Hashira (jap. 柱) - 073. advance - 074. Non-polyman (jap. ノンポリマン) - 075. Risemara (jap. リセマラ) - 076. Negative VS Neutral (jap. ネガティーヴVSニュートラル Negatīvu VS Nyūtoraru) - 077. Bug-waza (jap. バグ技 Bagu-waza) - 078. Bōkansha (jap. 傍観者) - 079. Bokutachi no shippai (jap. 僕たちの失敗)                                                     |                     |                        |
| 10 | 8 lutego 2021       | ISBN 978-4-253-22645-5 |
| Lista rozdziałów - 080. Godot o machinagara (jap. ゴドーを待ちながら Godō o machinagara) - 081. ↑ - 082. Bishō (jap. 微笑) - 083. Taiji (jap. 対峙) - 084. Mure (jap. 群れ) - 085. short boys - 086. Bujutsu tai budō (jap. 武術 対 武道) - 087. Mui (jap. 無意) - 088. Keikoku (Alert) (jap. 警告(アラート) Keikoku (Arāto))                                                                                                   |                     |                        |
| 11 | 8 kwietnia 2021     | ISBN 978-4-253-22646-2 |
| Lista rozdziałów - 089. Bōken no owari (jap. 冒険の終わり) - 090. Michi (jap. 道) - 091. Mi (jap. 見) - 092. Tamatsuki (jap. 玉突き) - 093. Mata tabi e (jap. また旅へ) - 094. doppel - 095. Shōdō (jap. 衝動) - 096. Net stalker (jap. ネットストーカー Netto Sutōkā) - 097. Kaien (jap. 怪演) |                     |                        |
| 12 | 8 czerwca 2021      | ISBN 978-4-253-22647-9 |
| Lista rozdziałów - 098. Shiten (jap. 始点) - 099. Hon'ne (jap. 本音) - 100. Shūchaku (jap. 執着) - 101. lock - 102. Metsuke (jap. 目付) - 103. Yama (jap. 山) - 104. home - 105. Hen'yō (jap. 変容) - 106. fighters |                     |                        |
| 13 | 6 sierpnia 2021     | ISBN 978-4-253-22648-6 |
| Lista rozdziałów - 107. Kōsō-gai (jap. 構想外) - 108. Nukiyama gaisei (jap. 抜山蓋世) - 109. Ōgon kyōji-dai (jap. 黄金狂時代) - 110. frontier - 111. Dama shoku (jap. 黙食) - 112. I hate you - 113. Gun'yū kakkyo (jap. 群雄割拠) - 114. battlefield - 115. Hitori no ikareru otoko (jap. 一人の怒れる男) |                     |                        |
| 14 | 8 listopada 2021    | ISBN 978-4-253-22649-3 |
| Lista rozdziałów - 116. Kirei suki (jap. 綺麗好き) - 117. Nama wa ge (jap. なまはげ) - 118. childish - 119. Daisharin (jap. 大車輪) - 120. Kakusa (jap. 格差) - 121. angry heart - 122. Sanpo no susume (jap. 散歩のススメ) - 123. Keiryaku (jap. 計略) - 124. Jizai (jap. 自在) |                     |                        |
| 15 | 7 stycznia 2022     | ISBN 978-4-253-22650-9 |
| Lista rozdziałów - 125. Takashi (jap. 天) - 126. Yasei no shōmei (jap. 野生の証明) - 127. I'm here. - 128. sign - 129. Nenten (jap. 捻転) - 130. cry baby - 131. Fantastic four (jap. ファンタスティックフォー Fantasutikku fō) - 132. Chokumen (jap. 直面) - 133. under control |                     |                        |
| 16 | 7 kwietnia 2022     | ISBN 978-4-253-28171-3 |
| Lista rozdziałów - 134. run！ - 135. Hitori (jap. 独り) - 136. Korui (jap. 孤塁) - 137. Respect - 138. Seihitsu (jap. 静謐) - 139. Kikan (jap. 帰還) - 140. Ketsubetsu (jap. 決別) - 141. Kizashi (jap. 兆し) - 142. Sokubaku (jap. 束縛) |                     |                        |
| 17 | 8 czerwca 2022      | ISBN 978-4-253-28172-0 |
| Lista rozdziałów - 143. deportare - 144. Utsuro (jap. 虚) - 145. Oni (jap. 鬼) - 146. quiet please - 147. Kien (jap. 気炎) - 148. Chikai (jap. 誓い) - 149. Judge (jap. ジャッジ Jajji) - 150. sloth -Namakemono- (jap. sloth-怠け者-) - 151. Sā bōken da (jap. さぁ冒険だ) |                     |                        |
| 18 | 8 sierpnia 2022     | ISBN 978-4-253-28173-7 |
| Lista rozdziałów - 152. hungry boys - 153. Electrical parade (jap. エレクトリカルパレード Erekutorikaru parēdo) - 154. Gaki taishō (jap. ガキ大将) - 155. Hit back - 156. phoenix - 157. Namida (jap. 涙) - 158. Tenbō (jap. 展望) - 159. Kyōdai (jap. 兄妹) - 160. Pachiki (jap. ぱちき) - 158.5. Kanwa (jap. 閑話) |                     |                        |

### Rozdziały nieopublikowane
Poniżej znajduje się lista rozdziałów, które pierwotnie zostały opublikowane na łamach magazynu Shūkan Shōnen Champion, ale jeszcze nie zostały opublikowane w formie tomów tankōbon.
- 161. Tōkyō (jap. 東京)
- 162. challenger
- 163. Jigoku e michi dzure (jap. 地獄へ道連れ)
- 164. take off
- 165. Bundan (jap. 分断)
- 166. Gakai (jap. 瓦解)
- 167. Kokoro (jap. こころ)
- 168. voice
- 169. free
- 170. buddy
- 171. Kawaki (jap. 渇き)
- 172. explosion
- 173. ACE
- 174. Quarterback (jap. クウォーターバック Kuōtābakku)
- 175. Mi kaiketsu mondai (jap. 未解決問題)
- 176. Gyōjū gika (jap. 行住坐臥)
- 177. Ippon-me (jap. 一本目)
- 178. touch
- 179. Ōte (jap. 王手)

## Harigane Service Gaiden: Hydra Break
| 1                                                                             | 7 stycznia 2022 | ISBN 978-4-253-28141-6 |
| Lista rozdziałów - 01. reboot - 02. blind - 03. Madames - 04. break           |                 |                        |
| 2                                                                             | 8 sierpnia 2022 | ISBN 978-4-253-28142-3 |
| Lista rozdziałów - 05. rebone - 06. rebone - 07. strong world - 08. negotiate |                 |                        |

### Rozdziały nieopublikowane
Poniżej znajduje się lista rozdziałów, które pierwotnie zostały opublikowane na łamach magazynu Gekkan Shōnen Champion, ale jeszcze nie zostały opublikowane w formie tomów tankōbon.
- 09. reunion
- 10. equality
- 11. Swan lake
- 12. giant killing